# Xenopepla
Xenopepla is een geslacht van vlinders van de familie spanners (Geometridae), uit de onderfamilie Geometrinae.

## Soorten
- X. bicuneata Prout, 1910
- X. flavinigra Warren, 1907